# Górnictwo morskie
Górnictwo morskie – dziedzina przemysłu wydobywczego zajmująca się wydobywaniem surowców mineralnych z dna mórz oraz ich uzyskiwaniem z wody morskiej. Eksploatacje prowadzi się na obszarach szelfów, a także basenów oceanicznych. Obszary górnicze znajdują się zazwyczaj wokół dużych skupisk konkrecji polimetalicznych lub aktywnych bądź wymarłych kominów hydrotermalnych na głębokości od 1,400 do 3,700 metrów poniżej poziomu morza. Kominy tworzą wielkie depozyty związków siarkowych, które zawierają wartościowe metale, takie jak srebro, złoto, miedź, mangan, kobalt czy cynk. Proces górniczy odbywa się np. przy wykorzystaniu pomp hydraulicznych w celu wydobycia materiałów na powierzchnie. Jak każda działalność wydobywcza, również górnictwo morskie musi zmierzyć się z pytaniem o to, jak wpływa na środowisko. Niektóre organizacje pro-ekologiczne optują za tym, żeby taki typ pozyskiwania surowców nie był dozwolony w większości oceanów, ponieważ istnieje potencjalne ryzyko wyrządzenia szkód podwodnym ekosystemom. Jednak według innych, np. prof. dr hab. Krzysztofa Szamałeka z Państwowego Instytutu Geologicznego, górnictwo morskie jest jedyną szansą na zaspokojenie bieżących potrzeb całej cywilizacji.

## Wydobywane surowce
Dno oceanu obfite jest w rozmaite surowce możliwe do wydobycia, takie jak srebro, złoto, miedź, mangan, kobalt czy cynk. Występują one jednak w różnych formach.
Minerały i szacowana głębokość, na której się znajdują
| Typ skupiska minerałów   | Średnia głębokość | Surowce                                            |
| ------------------------ | ----------------- | -------------------------------------------------- |
| Konkrecje polimetaliczne | 4000 – 6000 m     | nikiel, miedź, kobalt, mangan                      |
| Skorupy manganowe        | 800 – 2,400 m     | głównie kobalt, rzadziej wanad, molibden i platyna |
| Depozyty siarkowe        | 1,400 – 3,700     | miedź, żelazo i cynk, czasem złoto i srebro        |

Firma De Beers pozyskuje z dna również diamenty. Nautilus Minerals Inc i Neptune Minerals planują wydobywać u wybrzeży Papuy Nowej Gwinei i Nowej Zelandii.

## Górnictwo morskie w Polsce
Polska jest częścią The Interoceanmetal Joint Organization (IOM), konsorcjum powstałego na rzecz eksplorowania strefy Clarion-Clipperton na północno-wschodniej części Oceanu Spokojnego. Zadaniem konsorcjum jest ocena wartości złóż i eksploatacja konkrecji polimetalicznych w tym obszarze. Do IOM należą również Bułgaria, Kuba, Czechy, Rosja i Słowacja.